# Саломея Неріс
Саломе́я Не́ріс (лит. Salomėja Nėris, справжнє прізвище — Бачинскайте, у шлюбі — Бучене; 4 (17) листопада 1904, Кіршай, Російська імперія — 7 липня 1945, Москва, СРСР) — литовська поетеса. Народна поетеса Литовської РСР (1954 — посмертно). Лауреатка Державної літературної премії Литви (1938), а також Сталінської премії першого ступеня (1947 — посмертно). Депутатка Верховної Ради СРСР 1-го скликання (в 1941—1945 роках).

## Біографія
Народилася в родині заможних селян, у селі Кіршай (нині Маріямпольського повіту Литви). Найстарша з дітей, мала братів Броніуса, Віктора й сестру Онуту.
Батько Саломеї — Симон Бачинскас, був освічений чоловік, прихильний до соціалістичних ідей. Мати — Уршуле Бачинскене-Жемайтіте, як і всі її родичі, відзначалася побожністю, її брат вивчився на священика.
Саломея навчалася в середній школі в Альвіте, з 1918 року — в маріямпольській гімназії, з 1919 року — в гімназії у Вілкавішкісі. У цьому навчальному закладі діяла литовська католицька молодіжна організація, до якої вступила Саломея Неріс. Часто відвідувала шкільні вечори, на яких читала уривки ліричної прози та вірші. 1924 р. вступила в каунаський Литовський університет на факультет теології й філософії. Вивчала литовську літературу, німецьку мову та літературу, педагогіку й психологію. У 1928 р. закінчила університет. Викладала німецьку мову в гімназії в місті Лаздіяй. 1929 року, навчаючись у Відні, Неріс закохалася в Броніуса Зубріцкаса — литовця, студента-медика, прихильника соціалістичної ідеології, й відтоді стала поділяти його погляди. З 1931 року жила в Каунасі, давала уроки, робила переклади й редагувала видання литовських казок. Там вона зійшлася з так званими третьофронтівцями — письменниками лівої й прокомуністичної орієнтації, зокрема з Казисом Борутою й Антанасом Венцловою.
1928 року вона сконтактувалася з підпільним осередком литовського комсомолу в каунаському університеті, в 1931-му стала зв'язковою Комінтерну (псевдонім «Вірвіча», лит. Virvyčia), e 1934—1936 роках забезпечувала контакт із підпільною комуністичною газетою «Жямайтійос теса», а в 1936—1937 рр. — з керівниками комуністичних партій Литви і Польщі в Парижі.

У 1934–1936 рр. Саломея Неріс вчителювала в жіночій гімназії в Паневежисі. 1936 року одружилася з архітектором і скульптором Бернардасаом Бучасом і до 1937 р. жила в Парижі. Повернувшись на батьківщину, працювала в каунаській 

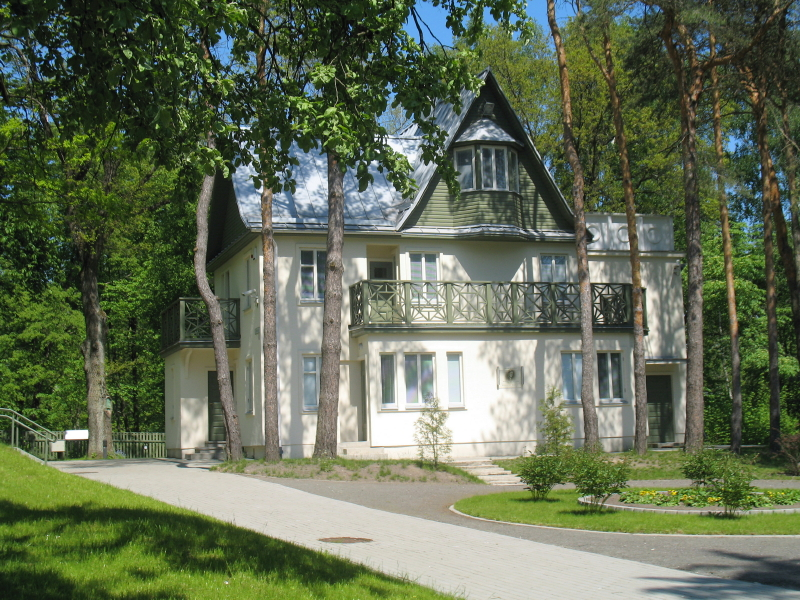
Меморіальний будинок-музей (Каунас).

 гімназії. Народила сина Саулюса (1937—2007). В 1940 році разом із іншими депутатами Народного сейму — письменниками Л. Гірою, Ю. Палецкісом, П. Цвіркою — належала до так званої повноважної делегації, яка подала прохання Верховній Раді СРСР про прийняття Литви в склад Радянського Союзу. У 1941 році стала депутатом ВР СРСР. Написала поему, що прославляла Сталіна, і вірші, що оспівували комуністичну партію і радянську владу, зокрема поэми «Шлях більшовика» і «Четверо» — про чотирьох литовських комуністів, розстріляних у 1926 році.
Під час другої світової війни Саломея Неріс та її син перебували в евакуації в Москві, Пензі й Уфі. 1944 року поетеса повернулася в Литву, а 7 липня 1945 року померла в московській лікарні — від раку печінки. 9 липня її поховали біля Каунаського історичного музею, а в 1992 році перепоховали на Петрашунайському кладовищі в цьому ж місті. У Каунасі, в будинку, де поетеса мешкала у 1938—1941 роках, у 1962 році відкрили меморіальний музей Саломеї Неріс (філія Музею литовської літератури імени Майроніса).

## Творчість
1921 року відбувся дебют поетеси. Вона підписувала вірші як Людіте і Юрайте, а з 1923 року вживала псевдонім Саломея Неріс, який походить від назви литовської та білоруської річки Неріс (інші назви — Няріс, Вілія). З ним пов'язана прикра історія. Згодом, у 1940 році, Саломея дістала листа від своїх учнів, у якому вони назвали її зрадницею батьківщини й попросили не вживати цього псевдоніма. Тоді поетеса додала діакритичний значок над «е», і таким чином слово «Неріс» втратило прямий зв'язок із назвою річки.
1927 року вийшла у світ перша збірка віршів «Anksti rytą» («Рано-вранці»). Друга збірка «Pėdos smėly» («Сліди на піску», 1931) стала свідченням глибокої духовної кризи. Цього ж року Саломея Неріс почала друкуватись у прокомуністичній літературній газеті «Trečias frontas» («Третій фронт»). Там же опубліковано обіцянку поетеси працювати для комуністичного майбуття. Цю статтю написали головний редактор газети Костас Корсакас і критик Валдіс Драздаускас. Саму Неріс більше цікавила поезія як така, ніж політичні декларації.
Збірка «Per lūžtantį ledą» («По ламкій кризі», 1935) пройнята соціальними мотивами. Найкращу, як вважали читачі, критики й історики літератури, книжку «Diemedžiu žydėsiu» («Полином зацвіту», 1938) відзначено Державною літературною премією Литви. Саломея Неріс написала поеми-казки для дітей «Сирітка», «Егле – королева вужів» (1940). До радянського періоду належать збірки «Оспівуй, сердце, життя!» (1943) і «Соловей не може не співати» (1945). Поетеса переклала литовською мовою твори таких російських письменників, як Олександр Пушкін, Іван Тургенєв, Максим Горький, Володимир Короленко, Самуїл Маршак й Анна Ахматова. Окремі поезії Саломеї Неріс українською мовою переклали Павло Тичина, Леонід Первомайський, Валентин Бичко, Микола Терещенко, Ігор Муратов та інші. Видано такі її твори: «Поезії» (Київ, 1950), «Могутні імена» (Київ, 1952) і «Соловей не може не співати» (у книжці «Сузір'я», в. 22, Київ, 1985).

## Бібліографія

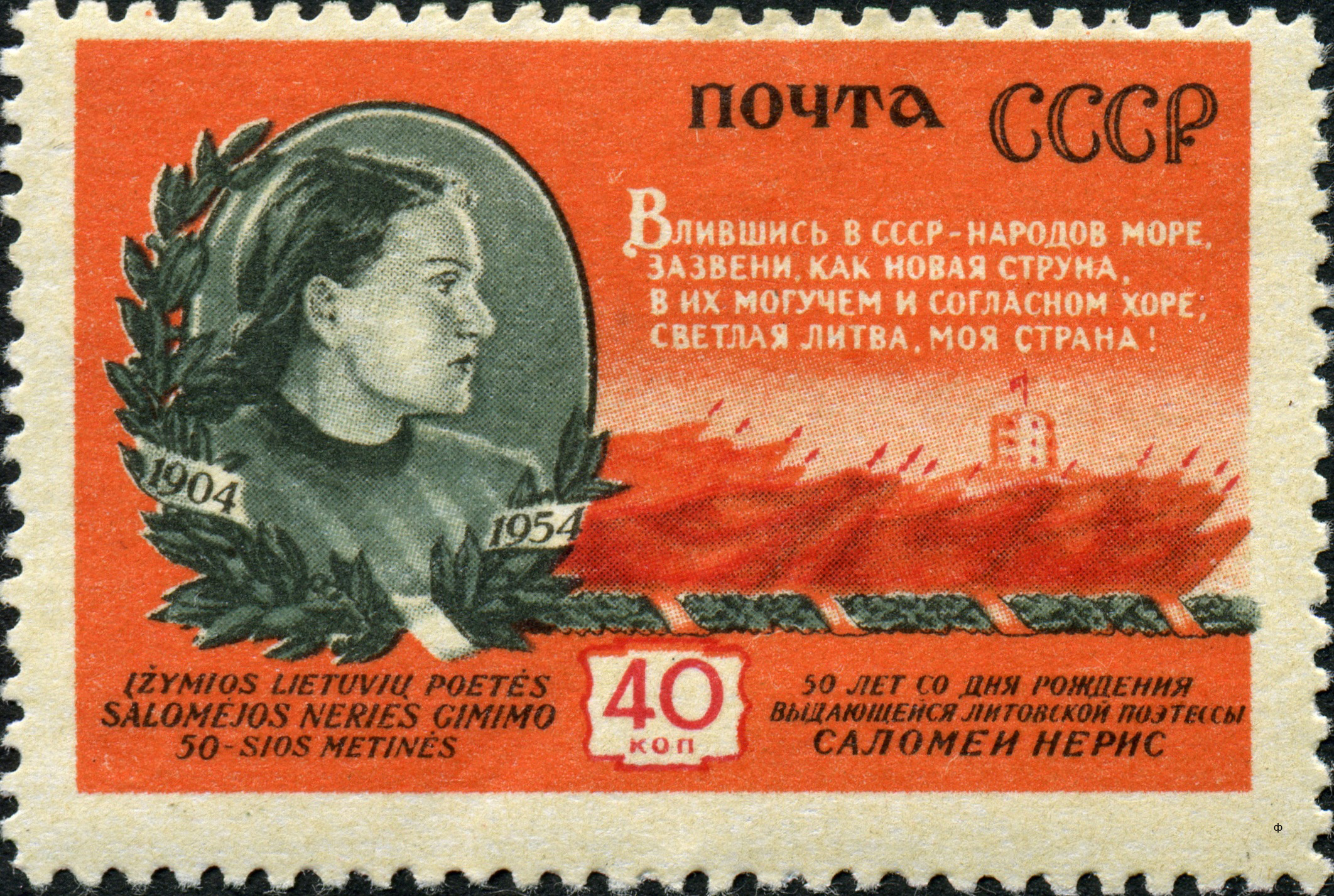
Поштова марка СРСР, присвячена Саломеї Неріс

## Критика
- Korsakas K. Literatūra ir kritika. Vilnius, 1949.
- Kubilins V. Salomėjos Nėries lyrika. Vilnius, 1968.
- Sauka D. Salomėjos Nėries kūriba. 1924—1940. Vilnius, 1957.
- Venclova A. Salomėja Nėris. 1904—1945. // Nėris S. Poezija. T. 1. Kaunas: Valstybinė * grožinės literatūros leidykla, 1946.
- Viktorija Daujotytė. Salomėja Nėris: Fragmento poetika. Vilnius: Lietuvos rašytojų sąjungos leidykla, 2005. ISBN 9986-39-345-0.
- Aleksandras Žalys. Salomėja Nėris — mūsų dvasios poetė. Klaipėda: Klaipėdos universiteto leidykla, 2005. ISBN 9955-18-015-3.
- Зелинский К. Саломея Нерис и литовская литература. // Литература народов СССР. М., 1957.
- Роставайте Т. Поэтесса литовского народа Саломея Нерис. М., 1955.

## Нагороди й відзнаки
- Державна літературна премія Литви (1938)
- Сталінська премія першого ступеня (1947, посмертно) — за збірку віршів «Мій край» (1946)
- Орден Вітчизняної війни I ступеня
- Звання народної поетеси Литовської РСР (1954, посмертно)

## Пам'ять

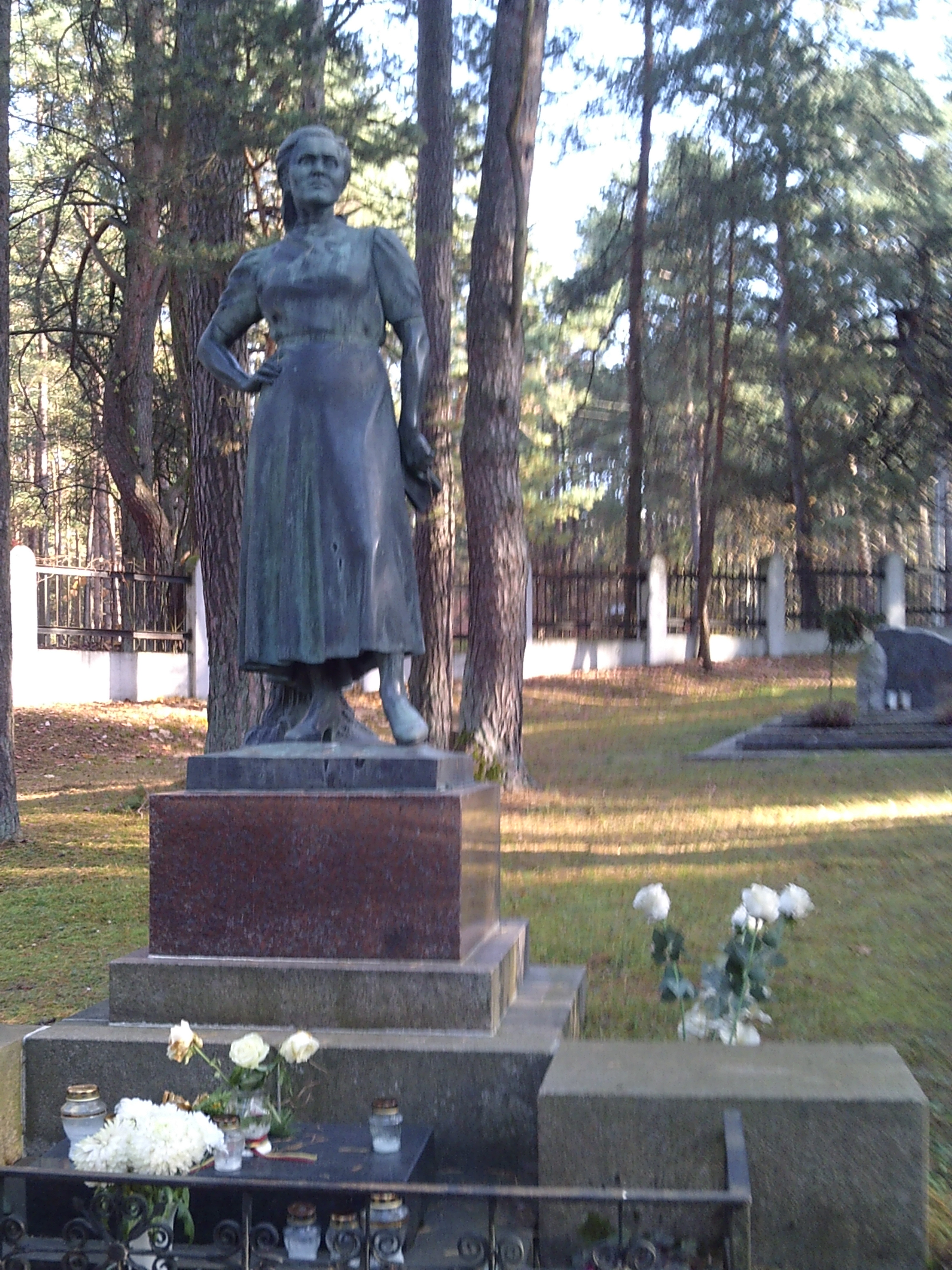
Могила Саломеї Неріс.

- У Пензі, на будинку № 7, що на вулиці Карла Маркса, де Саломея Неріс мешкала у 1941—1942 роках, встановлено меморіальну таблицю.
- В Каунасі, в будинку, де поетеса жила в 1938—1941 роках, від 1962 року діє меморіальний музей Саломеї Неріс (філіал Музею литовської літератури імені Майроніса)[2].
- На честь поетеси названо вулиці у Москві[3], Каунасі, Клайпеді та Вільнюсі.
- 1946 року іменем Саломеї Неріс названо школу (нині гімназія) у Вільнюсі. 1974 року біля гімназії поставлено пам'ятник поетесі.
- Іменем Саломеї Неріс названо вантажний пароплав.
- У 1954 році, до 50-ліття від дня народження Саломеї Неріс, поштовим відомством СРСР випущено художню поштову марку, присвячену поетесі.